# Sergueï Khrouchtchev
Pour les articles homonymes, voir Khrouchtchev (homonymie).
Sergueï Nikititch Khrouchtchev (en russe : Серrей Никитич Хрущёв), est un ingénieur soviétique puis russo-américain né le 2 juillet 1935 à Moscou et mort le 18 juin 2020 à Cranston.

## Biographie
Sergueï Khrouchtchev est le fils du dirigeant de l'URSS Nikita Khrouchtchev et de Nina Khrouchtchev.
Il suit une formation d'ingénieur et travaille de 1958 à 1968 sous la responsabilité de Vladimir Tchelomeï sur le développement de missiles et de lanceurs dont la fusée  Proton.
Grâce à sa parenté avec le dirigeant soviétique, il favorise les projets de Tchelomei jusqu'à ce que son père soit destitué en 1964. De 1968 à 1991, il occupe un poste de responsabilité à l'Institut des machines à télécommande électronique (INEUM) situé à Moscou. En 1991, il s'installe aux États-Unis et devient enseignant en science politique à l'université Brown. En 1999, il prend la nationalité américaine tout en conservant sa nationalité russe.